# 白鹸灘区
白鹸灘区（はくけんたん-く、ウイグル語：جەرەنبۇلاق رايونى、簡体字：白碱滩区、繁体字：白鹼灘區）は、中華人民共和国新疆ウイグル自治区カラマイ市に位置する市轄区。カラマイ市の4行政区の一つである。別名は「カラマイ・ハイテク産業開発区（克拉玛依高新技术产业开发区）」。

## 概要
ジュンガル盆地の北西縁部に位置し、北をトリ県、南をホボクサル・モンゴル自治県、南西をカラマイ区、北東をウルホ区と接している。典型的な中温帯大陸性気候で、年間で降水量少なく、乾燥している。石油は白鹸灘区の重要な天然資源であり、それ以外にも石炭、石膏、芒硝、アスベスト、水晶などを産出する。超軽量セラミックサンドなども建築材料として採取される。
地名は、荒涼とした砂地に水が湧くと言う意味で「白水灘」と言われていたが、1956年に石油産業の技術者がこの地を探索した際、至るところで大量の塩分とアルカリが見られたため、今日でも使用されている「白鹸灘」と名付けられた。簡体字では「碱」の字を使うが、日本語ではその元の字となった繁体字「鹼」を優先し、その日本での文字「鹸」を優先している。
2015年現在、総人口は56,173人。定住人口39,613人。32種の民族が居住している。

## 行政区画
2街道を管轄：
- 街道弁事処：中興路街道、三平路街道